# Олександр Гессен-Дармштадтський
Олександр Гессен-Дармштадтський (нім. Alexander von Hessen-Darmstadt, 15 липня 1823, Дармштадт — 15 січня 1888, Дармштадт) — принц Гессенський, засновник аристократичного роду Баттенбергів, російський генерал від кавалерії.

## Біографія
Олександр був позашлюбним сином Вільгельміни Баденської, великої герцогині Гессенської, і її камергера барона фон Сенарклена де Грансі. Чоловік Вільгельміни, великий герцог Людвіг II Гессенський щоб уникнути скандалу і за наполяганням брата і сестер Вільгельміни визнав Олександра і його сестру Марію (майбутню імператрицю Марію Олександрівну) своїми дітьми. Незважаючи на визнання, вони продовжували жити окремо в Гайлігенберзі, в той час як Людвіг II — в Дармштадті.
Олександр помер 15 грудня 1888 року.

## Військова кар'єра
Молодший син великого герцога, Олександр за військовою традицією сім'ї і 24 травня 1840 року вступив на службу в російську армію в чині ротмістра. З 1845 року брав участь в російсько-кавказькій війні. Брав участь в Даргінському поході. 6 липня 1845 був удостоєний ордена Святого Георгія 4-го ступеня .
Згодом Олександр був призначений шефом 8-го уланського Вознесенського полку і 20 липня 1859 нагороджений орденом Святого Георгія 3-го ступеня.
Брав участь в придушенні Угорського повстання в 1849 році.
Генерал-майор — 21 серпня 1849 року
Генерал-лейтенант — 28 червня 1859 року
Генерал від кавалерії — 20 лютий 1869 року

## Сім'я
Його багатообіцяюча кар'єра була перервана скандалом, коли Олександр закохався в графиню Юлію фон Гаук, придворну даму його сестри Марії Олександрівни. Їх союз розглядався як мезальянс, так як дівчина була набагато нижче Олександра по статусу. Закоханим довелося втекти з Санкт-Петербурга і в 1851 році вони таємно одружилися в Бреслау, в Сілезії. Цьому роману Барбара Картленд присвятила свою книгу «Там де править Любов» (Юлія зображена під ім'ям Поліни, Олександр під ім'ям Максимуса, Марія Олександрівна під ім'ям принцеси Маргарити).
Коли пара повернулася в Гессен, старший брат Олександра, великий герцог Людвіг III, був незадоволений невибагливим династичним статусом дружини його брата. Але врешті-решт Юлії було дано титул графині Баттенберг (в честь маленького міста на півночі Гессена, де вони спочатку жили в самоті), з умовою що їхні діти не будуть включені в лінію спадкування. Графиня була пізніше прирівняна до розряду принцеси, і пара повернулася в Дармштадт.
Відмовившись від династичних домагань, Олександр і його дружина жили тихим життям. У них було 5 дітей, які отримали прізвище по титулу матері

## Родина
Дружина — Юлія Баттенберзька
- Марія (1852—1923)
- Людвіг (1854—1921), одружений з Вікторією Гессен-Дармштадтською
- Олександр (1857—1893), князь Болгарії
- Генріх (1858—1896)
- Франц Йосиф (1861—1924), одружений з Анною Петрович-Негош

## Нагороди
- Орден Андрія Первозванного (1841)
- Орден Святого Олександра Невського (1841)
- Орден Святої Анни 1 ст. (1841)
- Орден Святого Георгія 4 ст. (1845)
- Орден Святого Георгія 3 ст. (1859)
- Орден Білого Орла (1863)
- Прусський Орден Чорного орла (1863)
- Прусський Орден Червоного орла 1 ст. (1863)
- Баденський Орден Вірності (1863)
- Баденський Орден Церінгенского лева 1 ст. (1863)
- Гессенський Орден Людвіга 1 ст. (1863)
- Гессенський Орден Золотого Лева (1863)
- Гессенський Орден Філіпа Великодушного 1 ст. (1863)